# Basílica de Santo Apolinário em Classe
A Basílica de Santo Apolinário em Classe (em italiano: Basilica di Sant'Apollinare en Classe) é um importante monumento da arte bizantina localizado em Ravena, na Itália. Foi erguida por ordem do bispo Ursicino, usando dinheiro do banqueiro grego Juliano Argentário. Certamente ficava localizada perto de um cemitério cristão, e foi consagrada em 549 pelo bispo Maximiano e dedicada ao primeiro Bispo de Ravena em Classe. É contemporânea à Basílica de São Vital, também de Ravena. Em 856 as relíquias de Santo Apolinário de Ravena foram transferidas para a Basílica de Santo Apolinário Novo, em Ravena.
As paredes laterais são nuas, mas certamente foram cobertas por mosaicos, provavelmente demolidos pela República de Veneza em 1449, deixando intactos apenas os mosaicos na abside e no arco do triunfo.